# Thiện tri thức
Thiện tri thức (zh. shàn zhīshì 善知識, ja. zenchishiki, sa. kalyāṇamitra, pi. kalyānamitta, bo. dge ba`i bshes gnyen དགེ་བའི་བཤེས་གཉེན་), cũng gọi là Thiện hữu (zh. 善友), Đạo hữu (zh. 道友), là danh từ chỉ một người bạn đạo. Trong thời Phật giáo nguyên thủy, danh từ này được dùng để chỉ một vị tăng đầy đủ những đạo hạnh như nắm vững lý thuyết Phật pháp và tinh thông thiền định, có thể giúp đỡ những vị khác trên con đường tu học.

## Phân loại
Người ta thường phân Thiện tri thức thành ba hạng: 
1. Giáo thụ thiện tri thức (zh. 教授善知識), là những người có khả năng hướng dẫn, dạy dỗ trên con đường tu hành, là bậc thầy;
2. Đồng hành thiện tri thức (zh. 同行善知識), là những người đồng chí, đồng hạnh, tức là người bạn tốt, trung thành;
3. Ngoại hộ thiện tri thức (zh. 外護善知識), là những người giúp cho những tiện nghi, tạo điều kiện tốt cho người tu hành.

Phật Thích-ca Mâu-ni rất quý trọng tình bạn trên con đường giải thoát. Ngài dạy như sau:
"Cả một cuộc đời tầm đạo đều lấy tình bạn làm căn bản… Một Tỉ-khâu, một Thiện tri thức, một người bạn đồng hành – từ một vị này người ta có thể mong đợi rằng, ông ta sẽ tinh cần tu học Bát chính đạo để đạt giải thoát cho chính mình và những người bạn đồng hành."
Dần dần, danh từ này cũng thường được sử dụng để chỉ những người tìm đạo, trong giới Cư sĩ và cả trong Tăng-già. Trong những bài thuyết pháp, các vị Thiền sư thường dùng các biểu thị Thiện tri thức, Đạo lưu… để chỉ những người hâm mộ Phật pháp đang chú tâm lắng nghe.

## Lợi ích của thiện tri thức
Trích từ kinh Tương Ưng Bộ, Tập 1- Thiên Có Kệ, Chương 1- Tương Ưng Chư Thiên, VI.Phẩm Quần Tiên, I.Với người thiện
1) Như vầy tôi nghe.
Một thời Thế Tôn ở Sàvatthi (Xá-vệ), Jetavana (Thắng Lâm), tại vườn ông Anàthapindika (Cấp Cô Độc).
2) Rồi rất nhiều quần tiên Satullapa, sau khi đêm đã gần mãn, với dung sắc thù thắng chói sáng toàn vùng Jetavana, đi đến Thế Tôn, sau khi đến, đảnh lễ Thế Tôn rồi đứng một bên.
3) Đứng một bên, một vị Thiên nói lên bài kệ này trước mặt Thế Tôn:
Hãy thân với người lành,
Hãy gần gũi người thiện,
Biết diệu pháp người hiền,
Được tốt hơn, không xấu.
4) Rồi một vị Thiên khác lại nói lên bài kệ này trước mặt Thế Tôn:
Hãy thân với người lành,
Hãy gần gũi người thiện,
Biết diệu pháp người hiền,
Được tuệ, không gì khác.
5) Rồi một vị Thiên khác lại nói lên bài kệ này trước mặt Thế Tôn:
Hãy thân với người lành,
Hãy gần gũi người thiện,
Biết diệu pháp người hiền,
Không sầu, giữa sầu muộn.
6) Rồi một vị Thiên khác lại nói lên bài kệ này trước mặt Thế Tôn:
Hãy thân với người lành,
Hãy gần gũi người thiện,
Biết diệu pháp người hiền,
Chúng sanh sanh thiện thú.
8) Rồi một vị Thiên khác lại nói lên bài kệ này trước mặt Thế Tôn:
Hãy thân với người lành,
Hãy gần gũi người thiện,
Biết diệu pháp người hiền,
Chúng sanh thường hưởng lạc.
9) Rồi một vị Thiên khác bạch Thế Tôn:
-- Bạch Thế Tôn, trong tất cả vị ấy, ai đã nói lên một cách tốt đẹp?
-- Về vấn đề này, tất cả các Ông đều nói lên một cách tốt đẹp. Tuy vậy, hãy nghe lời Ta nói:
Hãy thân với người lành,
Hãy gần gũi người thiện,
Biết diệu pháp người hiền,
Giải thoát mọi khổ đau.

Thế Tôn thuyết giảng như vậy. Quần Tiên ấy hoan hỷ tín thọ lời Thế Tôn dạy.